# Barrio Nuevo (Cádiz)
Barrio Nuevo es un núcleo urbano perteneciente al municipio de Conil de la Frontera, (Cádiz, España), situado a unos 8 km del núcleo municipal y a unos 550 m de El Colorado.
Geográficamente se encuentra mayormente ubicado dentro del municipio de Conil de la Frontera, también linda un poco a norte con Chiclana, al sur con Casa de postas, al oeste con Roche y al norte con Naveros (Vejer de la Frontera). 

## Descripción de la zona
Cuenta con dos pinares principales, el Pinar de Roche y el Pinar Caslanco. Aunque ambos se encuentran mas tirando para Roche, parte de su terreno esta entre El Colorado y dicha localidad. Además, el Pinar Caslanco es el más pequeño de toda la provincia, con solo 20 hectáreas.
Está la Carretera de Barrio Nuevo, también llamada CA-2146, que es la vía principal de acceso a la localidad, comenzando en El Colorado, y terminando entre la Autovía de la Costa de la Luz, la Carretera de la Florida y un camino sin asfaltar.
Cuenta con tres empresas de autobuses, Rosam y los Transportes Generales Comes, que están más enfocados en el trasporte urbano, mientras que Autos Gonzalo es más de transporte escolar. Pero la principal línea que conecta todo el municipio es Rosam.
En Barrio Nuevo se encuentra dos monumentos, la Ermita María Auxiliadora, y la Estatua del Labriego, la cual está colocada encima de la rotonda que se llama igual.
Cerca de la localidad, entre el Colorado y Barrio Nuevo se encuentra el ambulatorio de El Colorado, único centro médico de la zona, el cual antiguamente era una escuela y no fue exactamente hasta 1990 cuando se se quito para montarlo, ya que se hizo el nuevo colegio "CEIP El Colorado".
Por último hay tres escuelas dentro de la localidad, El Instituto de Educación Secundaria IES Roche, el cual se construyó en 2009, el Colegio de Educación Infantil y Juvenil, y el CEIP El Colorado.